# Kontrapunkt
Kontrapunkt (latinsko: punctus contra punctum = »pika proti piki« oz. »nota nasproti noti«) je nauk o vodenju glasov v polifoniji. Predstavlja tehniko kombiniranja dveh ali več horizontalnih glasbenih linij, ki so v ritmičnem in melodičnem smislu samostojne, vendar se morajo v sočasnem poteku uskladiti po določenih pravilih.
Skladbe, komponirane s postopki kontrapunkta, imenujemo polifone skladbe, za razliko od homofonih, kjer en glas predstavlja melodijo, ostali pa so mu podrejeni v smislu harmonske spremljave (akordov). Tako lahko kontrapunkt obravnavamo kot horizontalni, harmonijo pa kot vertikalni kompozicijski postopek (če pri slednjem izvzamemo pojem funkcionalne harmonije).
V glasbenem izrazoslovju se pojem kontrapunkta pojavi v renesansi, v začetku 16. stoletja, čeprav se začne razvijati z nastankom večglasja že v 13. stoletju. Svoj vrh doseže v baroku, v delih skladatelja Johanna Sebastiana Bacha (Umetnost Fuge). Leta 1725 je Johann Fux (1660-1741) izdal delo Gradus at Parnassum, ki še vedno služi kot vzor in vodilo študiju kontrapunkta. 